# Jean de Brienne (comte)
Pour les autres membres de la famille, voir Maison de Brienne.
Pour les articles homonymes, voir Brienne.
Jean Ier de Brienne (né vers 1235, mort vers 1260) est comte de Brienne entre 1246 et 1260. Il est le fils aîné de Gautier IV, comte de Brienne et de Marie de Lusignan, princesse de Chypre.

## Biographie
Il hérite du comté de Brienne après le meurtre de son père au Caire alors qu'il était prisonnier du sultan d’Égypte, mais il préfère vivre parmi la famille de sa mère à la cour de Chypre et ne joue qu'un rôle mineur en politique internationale.
Il est mort vers 1260 sans descendance et est remplacé par son frère Hugues de Brienne.

## Mariage et enfants
En 1255, il épouse Marie d'Enghien, dame de Thieusies, fille de Sohier II d'Enghien, dont il n'a pas de descendance connue.